# M'Chedallah
Pour les articles homonymes, voir M'Chedallah (homonymie).
M'Chedallah (en berbère : ⵉⵎⵛⴻⴷⴷⴰⵍⴻⵏ, Imceddalen ou Ighil bumlil ; en arabe : مشدالة), anciennement « Maillot » lors de la colonisation française, est une commune de la wilaya de Bouira et de la daïra homonyme. Elle est située à 43 km environ à l'est de Bouira, dans la région de Kabylie. La région est fortement kabylophone.

## Géographie
La commune de M'Chedallah est située sur le versant méridional de la chaîne de Djurdjura couvrant une partie de la vallée de Sahel (qui s'étend de Tazmalet à Lakhdaria). Elle occupe une position stratégique entre la vallée de la Soumam et la plaine de Sahel - El Asnam d'une part, et entre la chaîne de Djurdjura au nord et les hauts plateaux au sud, d'une autre part.
Par sa position géographique privilégiée elle représente un carrefour géographique de premier ordre. Elle est traversée par les routes nationales suivantes :
- la RN 30 : M'Chedallah- Tassaft Ouguemoun- Aït Yenni- Boghni - Draa El Mizan. Cette route traverse le Parc National du Djurdjura via le col de Tizi N'Koulel;
- la RN15 : Oued Aissi- Larbaâ Nath Irathen- Aïn El Hammam- Tirourda- Chorfa-M'Chedallah.

Le chef-lieu de la commune se situe à 145 km d'Alger, 98 km de Béjaia, 65 km de B.B.A, et 31 km d'Akbou.

### Climat
M'Chedallah bénéficie d'un climat méditerranéen de type Csa selon la classification de Köppen, avec des hivers humides et doux et des étés secs et chauds. La moyenne des précipitations annuelles atteint 610 mm.

### Localités de la commune
Lors de sa création en 1885, la commune de M'Chedallah est composée à partir des localités suivantes :
M'chedallah centre : "le village" 
- Ath ibrahim
- Tamurt uzemmur
- Taâricht B'Ouchène
- Ighil uyazid
- Ath yekhlef
- Aléoùche
- Aharrache
- Avaali
- Zouzamane
- M'ghaneme
- Aarkouv
- Assif asemmadh
- Bouaklene (venus de taddart Ivelvaren)
- Raffour (venus de taddart Iwaquren)

## Histoire

### Présence turque (1515-1830)
Durant la période ottomane qui aura duré plus de trois siècles, cette région est restée insoumise toute la durée de la guerre contre les Turcs. Des batailles s’y déroulent à l’occasion du passage des caravanes turques de Constantine à Alger. Pour cela l’armée ottomane avait construit un fort à Hamza (Actuellement Draa El Bordj à Bouira) et un autre Bordj Ouomar à Beni Mansour à fin de sécuriser le passage de ses caravanes empruntant les routes reliant le beylek d'Alger-Beylek Titri au beylek de Constantine et la région de Bejaia ; le danger venait surtout des portes de Bibans.

### Présence française

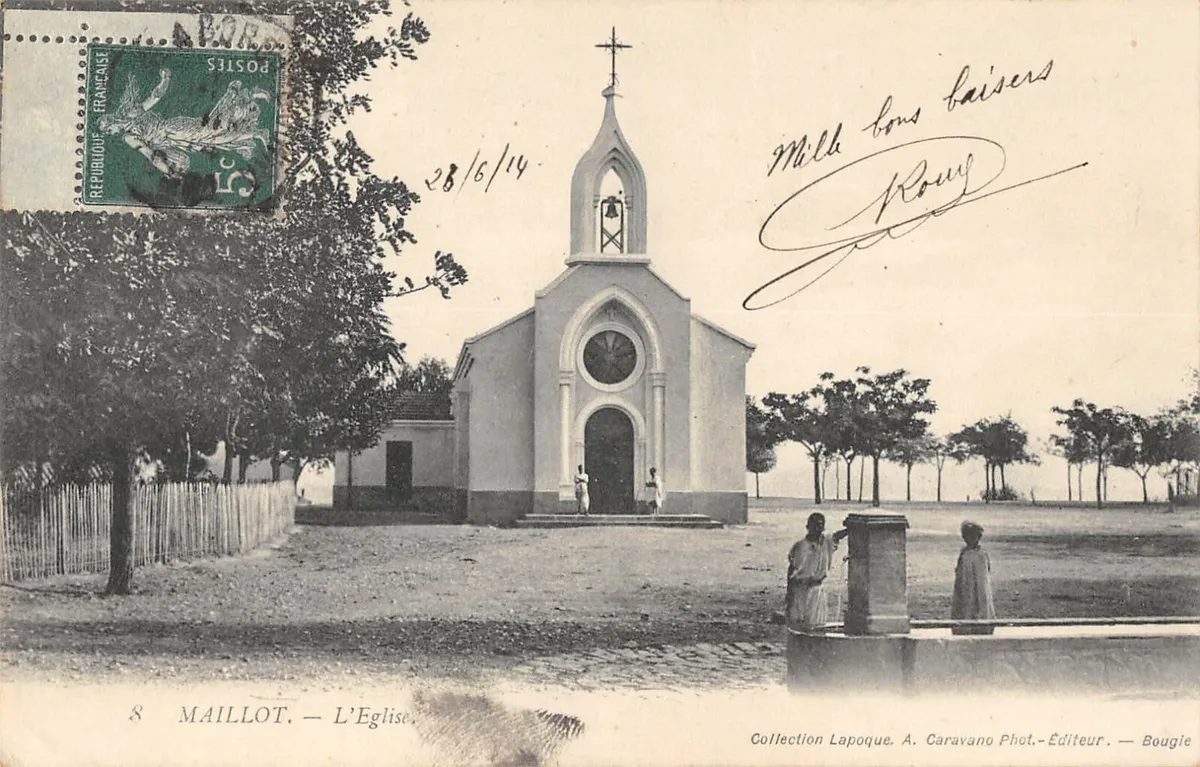
L'ancienne église de M'Chedallah, années 1910.

Le nom de Maillot est intimement lié aux succès notables de la lutte menée en Algérie contre le paludisme. Le médecin militaire français François Maillot, né à Briey (alors en Moselle) en 1804, mort à Paris en 1894, a introduit en Algérie l'usage courant de la quinine. Sa mort ne laissa pas les Algériens indifférents. De nombreux témoignages le prouvèrent[réf. nécessaire]. C'est ainsi qu'en 1880 le nom de Maillot fut donné à ce village de Kabylie et, durant la Première Guerre mondiale, à l'hôpital militaire du dey.
En 1895, on ouvrit à Alger une souscription en vue d'élever un monument à la mémoire du médecin.

### Création du centre

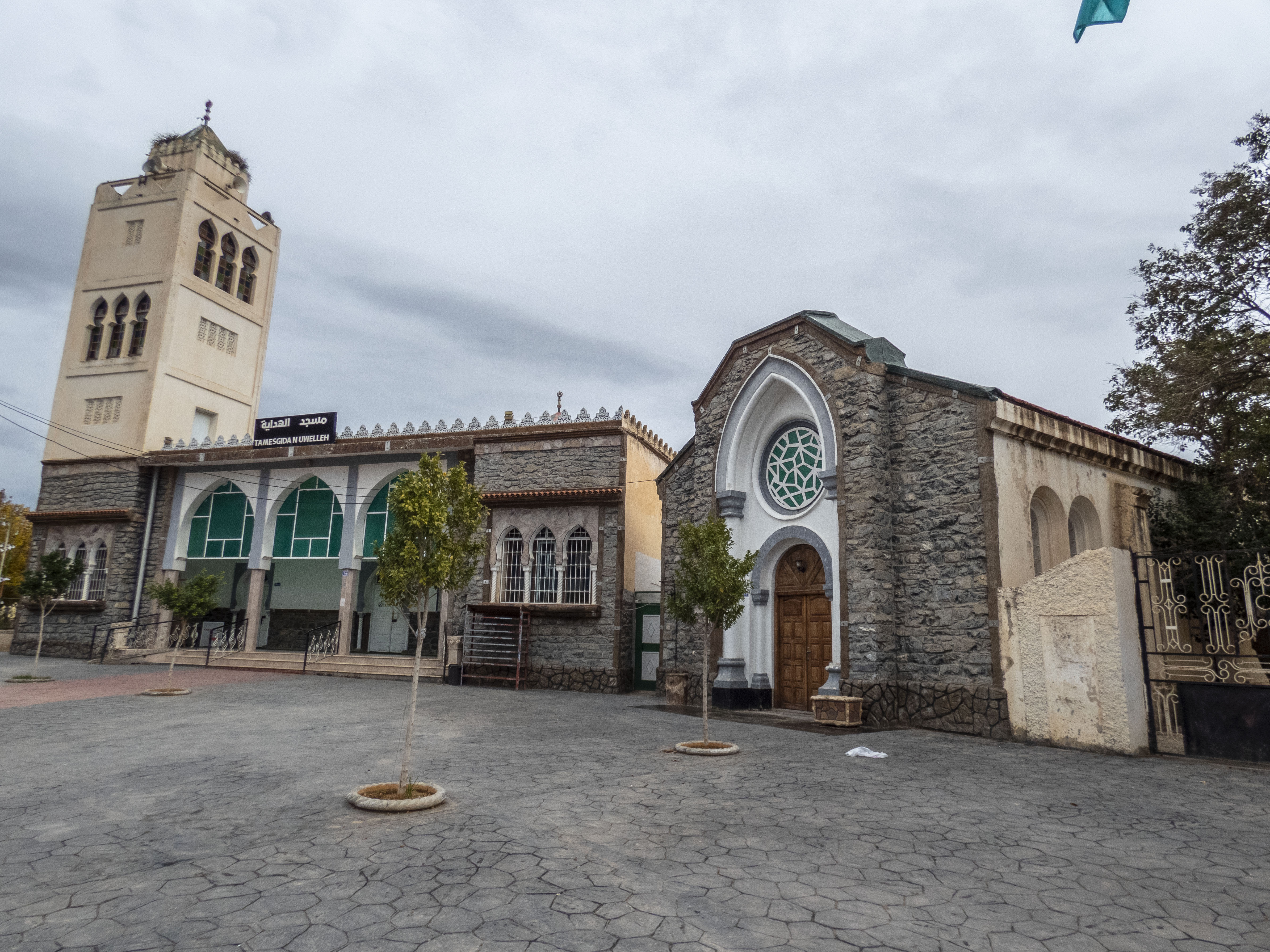
L'ancienne église, rénovée, et la mosquée de M'Chedallah.

Le lieu d’implantation de Maillot a été décidé par rapport à sa position sur les hauteurs avec un climat plus sain que la plaine. Pour l’implanter, il fallait procéder à une opération d’expropriation des terres des familles ayant combattu la France notamment après la guerre de El Mokrani et son frère Boumezreg.
C’est ainsi que fut créé le village de Maillot sur les terres à l'abandon des Ath Yevrahim, fraction importante faisant partie des douze tribus kabyles des M’Chedallah[réf. nécessaire].
Après plusieurs mois de tractations pour l’eau, les premiers colons arrivèrent vers la fin de 1882. Au total, il était prévu cinquante familles mais en fin de compte les premiers colons arrivés le 20 octobre 1882 n’étaient que onze. Et depuis, ce fut un va-et-vient incessant de familles qui occupèrent la région. Les cultures, en l’occurrence les vignobles n’étaient pas prospères dans cette région, ce qui a dissuadé plus d’un à s’y installer.

## Personnalités liées à la commune
- Amrouche Moulud, officier de l'ALN durant la guerre de libération nationale ;
- Amrouche Ahmed, homme politique de l'ALN et médecin durant la guerre du libération nationale ;
- Salah Boukrif, homme politique des années 80 ;
- Habib Aissa dit Aissa Blandi, officier de l'ALN ;
- Ali Brahimi (1957-), homme politique, ancien député ;
- Madjid Boutemeur (1962-), physicien, y fait une partie de ses études ;
- Malika Gaïd (1933-1958), militante indépendantiste morte en combattant dans la région de M'Cheddalah[3].

## Pour approfondir